# A3 (Portugal)
De A3 of Autoestrada de Entre-Douro-e-Minho is een autosnelweg in Portugal die van Porto naar de Spaanse grens loopt via Vila Nova de Famalicão, Braga en Valença. De A3 is 112 kilometer lang en is aangelegd in de jaren '80 en '90.

## Andere wegnummers
De volgende wegnummers lopen met de A3 mee:
- IP 1 Porto (A20) - Valença (A-55)
- Porto (A20) - Valença (A-55)
- IP 9 Braga (A11) - Ponte de Lima (A27)

A1 · 
A2 · 
A3 · 
A4 · 
A5 · 
A6 · 
A7 · 
A8 · 
A9 · 
A10 · 
A11 · 
A12 · 
A13 ·
A13-1 · 
A14 · 
A15 · 
A16 · 
A17 · 
A18 · 
A19 · 
A20 · 
A21 · 
A22 · 
A23 · 
A24 · 
A25 · 
A26 · 
A27 · 
A28 · 
A29 · 
A30 · 
A31 · 
A32 · 
A33 · 
A34 · 
A35 · 
A36 · 
A37 · 
A38 · 
A39 · 
A40 · 
A41 · 
A42 · 
A43 · 
A44 · 
A47 · 
A48 · 
VRI